# Холенберг
Холенберг (њем. Holenberg) општина је у њемачкој савезној држави Доња Саксонија. Једно је од 32 општинска средишта округа Холцминден. Према процјени из 2010. у општини је живјело 475 становника. Посједује регионалну шифру (AGS) 3255021.

## Географски и демографски подаци
Холенберг се налази у савезној држави Доња Саксонија у округу Холцминден. Општина се налази на надморској висини од 220 метара. Површина општине износи 7,4 km². У самом мјесту је, према процјени из 2010. године, живјело 475 становника. Просјечна густина становништва износи 65 становника/km².